# Варлаам (Борисевич)
Архиепископ Варлаа́м (в миру Па́вел Па́влович Борисе́вич; 22 марта 1899, Холм, Люблинская губерния — 9 мая 1975, Киев) — епископ Русской православной церкви, архиепископ Минский и Белорусский.
Брат архиепископа Киприана (Борисевича).

## Биография
Родился 22 марта 1899 года в городе Холме, Люблинской губернии.
В 1913 году окончил Холмское духовное училище, 26 сентября 1921 года по окончании Кременецкой духовной семинарии рукоположён во диакона.
6 января 1933 года рукоположён во иерея и назначен настоятелем прихода Руда-Блаженик Владимирского повята (Волынская епархия).
В марте 1923 года был настоятелем прихода Конюхи, Волынской епархии.
В 1924 году был помощником уездного миссионера Гороховского повята той же епархии. В 1929 году назначен уездным миссионером того же уезда. Боролся с сектантством и противостоял натиску католичества, в связи с этой деятельностью был судим польскими властями.
В 1938 году был благочинным Поберезского округа Волынской епархии.
В 1942 году одновременно и. о. благочинного Локачевского района.
В июле 1943 года церковь, где он служил, была сожжена карательной немецкой экспедицией.
В 1944 году от удара немецкого снаряда погибла его супруга.
В 1944 году был настоятелем и благочинным прихода Локачи Волынской епархии.
13 мая 1945 года хиротонисан во епископа Винницкого и Брацлавского.
Постоянной заботой епископа Варлаама было обеспечение приходов духовенством. Несмотря на сложные времена, им были организованы православные курсы, на которые в 1945—1946 годах было принято 40 лиц.
С января 1946 года — епископ Волынский и Ровенский.
3 июня 1948 года перемещён епископом Каменец-Подольским и Проскуровским.
27 декабря 1951 года — епископ Измаильский и Болградский.
С 1 февраля 1955 года — епископ Хмельницкий и Каменец-Подольский.
С 5 сентября 1956 года — епископ Мукачёвский и Ужгородский.
25 февраля 1957 года возведён в сан архиепископа.
Капитулянтская политика архиепископа перед лицом советских властей привела к подаче коллективного письма-жалобы патриарху Алексию I на архиерея с прошением сместить его. Среди подписавших письмо был архимандрит Иов Угольский.
С 5 июля 1961 года — архиепископ Минский и Белорусский.
Его служение в пределах Белорусской ССР совпало с новой волной гонений на церковь: в республике было закрыто около 500 храмов, прекратились занятия в Минской духовной семинарии, под угрозой закрытия оказался единственный на всю республику Жировицкий монастырь.
Перенёс инсульт, после чего 4 августа 1963 уволен на покой.
Скончался 9 мая 1975 года в Киеве. Погребен на киевском городском кладбище.

## Сочинения
- Слово виголошене в Мукачеві в навечір’я Успіння Божої Матері 27 серпня 1947 року // Православний вісник 1947. — № 9. — С. 279—281.
- Подписываем кровью сердца // Журнал Московской Патриархии. 1950. — № 9. — С. 8-9.
- О мире всего мира // Журнал Московской Патриархии. 1950. — № 11. — С. 19-20.
- Акт «милосердия» папы // Журнал Московской Патриархии. 1951. — № 6. — С. 6-7.
- «Заявление Варлаама» архиеп. Мукачевского и Ужгородского // Журнал Московской Патриархии. — 1960. — № 12. — С. 37.
- «К звездам» (По поводу подвига Ю. А. Гагарина) // Журнал Московской Патриархии. — 1961. — № 5. — С. 9-10.